# Nikoleta
Nikoleta, Nikoletta – imię żeńskie pochodzenia włoskiego. Powstało od imienia Nikola, gdyż we Włoszech i Francji Nicola, Nicolai jest imieniem męskim, a jako żeński odpowiednik powstała Nicolette, Nicoletta ze względu na popularne we Włoszech końcówki imion -etta. Od Nikolety powstało imię Koleta, które jednak posiada w Polsce o wiele dłuższą tradycję niż Nikoleta.
Nikoleta imieniny obchodzi: 10 grudnia.
Znane osoby noszące imię Nikoleta:
- Nicoletta Braschi – włoska aktorka
- Nikoletta Lakos – węgierska szachistka
- Nikoleta Prusinszky – węgierska aktorka Nikki Anderson
- Nicollette Sheridan – aktorka amerykańska, gra w serialu Gotowe na Wszystko

Zobacz też: Mikołaj, Nikolina; Alkasyn i Nikoleta.